# Арциховський Артемій Володимирович
Арциховський Артемій Володимирович (нар. 13 (26) грудня 1902 — 17 лютого, 1978) — радянський науковець, історик і археолог. Засновник і керівник Новгородської Археологічної експедиції (1932–1962 рр.). Доктор історичних наук (1940). Першовідкривач та коментатор берестяних грамот.

## Життєпис
Народився в Петербурзі. Мати була лікарем, батько — науковцем (відомий ботанік  Володимир Арциховський). Гімназію закінчив в місті Новочеркаськ. Вищу освіту опанував в Державному московському університеті. Серед його вчителів — археолог В. А. Городцов. По закінченню навчання став аспірантом РАНДІСН (1925–1929 рр.) Захистив кандидатську дисертацію 1929 р. за темою «Кургани в'ятичів».

## Археологічні дослідження в Москві та Великому Новгороді

Історичні райони середньовічного Великого Новгорода

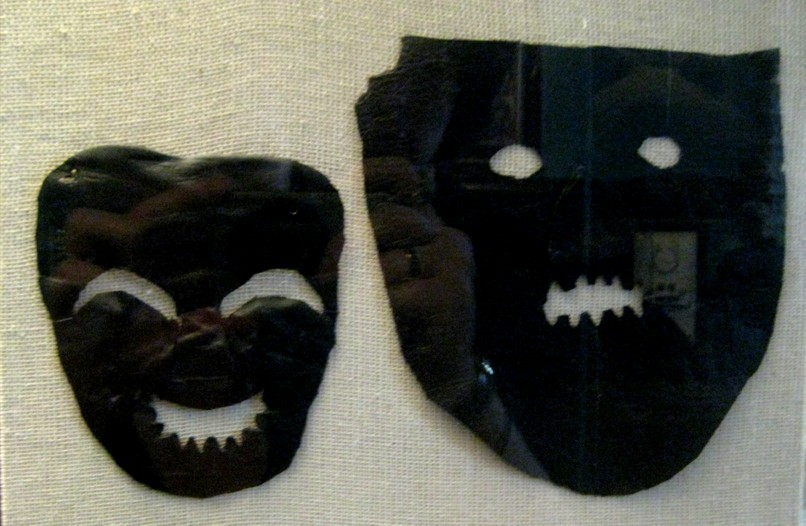
Шкіряні маски скоморохів, з розкопок у Великому Новгороді. Державний історичний музей, Москва

Разом з початком наукової діяльності розпочалась і музейна, він став працівником Державного історичного музею в Москві. Арциховський стане керівником докорінних змін в експозиції давньорусько-слов'янського відділу музейного закладу. Під час лихоманочної підготовки для побудови Московського метрополітену, А. В. Арциховського призначили керівником археологічної бригади для обстеження земельних ділянок.
1929 роком датують і початок ним дослідження Великого Новгорода. А. В. Арциховський почав з вивчення сільських околиць Новгорода, а з 1932 року домігся переносу разкопок в саме місто, чим започаткував значну і тривалу археологічну експедицію з дослідження відомого центра слов'яно-руського середньовіччя. Саме в Великому Новгороді започаткували розкопи великими площами, методику ретельного вивчення культурних шарів, опрацювали дендрохронологію тощо. В дослідження таким чином входили не тільки окремі знахідки, а садиби цілком з усім комплексом споруд і навіть квартали середньовічного міста. Вінцем розкопок і досліджень стануть житлові комплекси, реконструкція процесу розвитку садиб в часі і просторі, реконструкція розвитку окремої вулиці, розвитку кварталу. Це надало можливість розпізнавати функціональний характер споруд і їх господарський взаємозв'язок. Вологі ґрунти Великого Новгорода принесли велику кількість органічних артефактів, які або погано зберіглись, або взагалі не зберіглись на розкопках в інших середньовічних містах. Були знайдені як металеві вироби (писала, монети, реманент), так і кістяки людей і тварин, залишки шкіряних виробів, дерев'яні конструкції стародавніх колодязів, господарських споруд і навіть дерев'яна вимостка середньовічних вулиць.

## Свідоцтва про берестяні грамоти
Перенос тверджень про співіснування книжкової і побутової мови як в сучасності, так і в середньовіччі, не викликав значних заперечень. Свідоцтва про існування книжкової мови вже давно були, це Остромирове євангеліє та літописи. Свідоцтв про некнижкову, побутову мову ще не було. Під час розкопок в Великому Новгороді були знайдені також і шматки берестя. Арциховський запропонував теорію, що її могли використовувати для листування. Але поки що він вважав, що писали на бересті чорнилами, як і при доповненні літописів. Але чорнила в вологому ґрунті не збереглися, вважав Арциховський.

## Перерва в розкопках
Великий Новгород опинився в зоні окупованих фашистською Німеччиною земель Європейської частини країни. Прорахунки в обороні і трагічні наслідки сталінських репресій обернулися полоном для мільйонів російських вояків, знищенням економіки захоплених областей, розкраданням бібліотек, музеїв, архівів, велетенською втратою пам'яток архітектури. Майже повністю вигорів і дерев'яний на той час Новгород. Особливо значними були і втрати серед кам'яних споруд середньовічного міста, де в СРСР ще існували пам'ятки 12-14-17 століть. Археологічні розкопки в роки війни не проводили. Їх відновили в повоєнний період вже на більш науково обґрунтованих засадах. З Москви прийшов наказ відродити забудову Новгорода тепер вже в камені з використанням малоповерхівок і за новим генеральним планом. Розробкою генплану і індустріальною забудовою керував радянський архітектор Щусєв Олексій Вікторович (1873—1949).

## Перші знахідки грамот
Обнадійлива звістка про те, що гіпотеза Арциховського мала рацію, прийшла зі знахідкою першої берестяної грамоти, текст якої добре читався. Це сталося 1951 року. Того ж року в розкопі було знайдено ще дев'ять подібних артефактів. Корекції тепер потребували і деякі висновки самого Арциховського. Середньовічні мешканці міста масово використовували не чорнила, а писала, металеві та кістяні палички з гострим вістрям. І текст створювали не чорнилом, а продряпуванням на поверхні вологої берести. Металеві писала знаходили задовго до 1951 року, але вважали їх цвяхами або оздобами зачісок середньовічних жінок. Відтоді все логічно і переконливо вишукалось в єдину систему.
Тексти берестяних грамот повернули науковцям побутову мову листування і документацію середньовічного Новгорода, до того ж не тільки слов'янську, а й фіно-угорську тощо. Тексти не були довгими, бо нагадували короткі доповіді, накази, скарги, прохання. Написи розгледіли і на побутових речах, діжках, пряслицях тощо. Серед дописувачів — ремісники, діти, багато жінок.
| Уклін від Данила брату Ігнату брате попіклуйся про мене мешкаю весь голий а ні плаща а ні іншого чогось а пані мені нічого не дала змилуйся брате дай мені місце нема чим годуватись уклін від мене |
| Уклін від Михайла пану моєму Тимофію рілля готова потрібне насіння пришліть пане посланця відразу ж бо ми не можемо брати жито посівне без твого слова |
Пізніше, 1956 року були знайдені берестяні грамоти хлопчика Онфима, котрий тільки почав опановувати грамоту. Дванадцять (12) грамот Онфима мали вправи з абеткою, примітивне листування з приятелем і навіть малюнки хлопчика, що вже опанував первісну грамоту, але не навчився рахувати. Він схематично відтворював долоні людей з нереалістичною кількістю пальців.

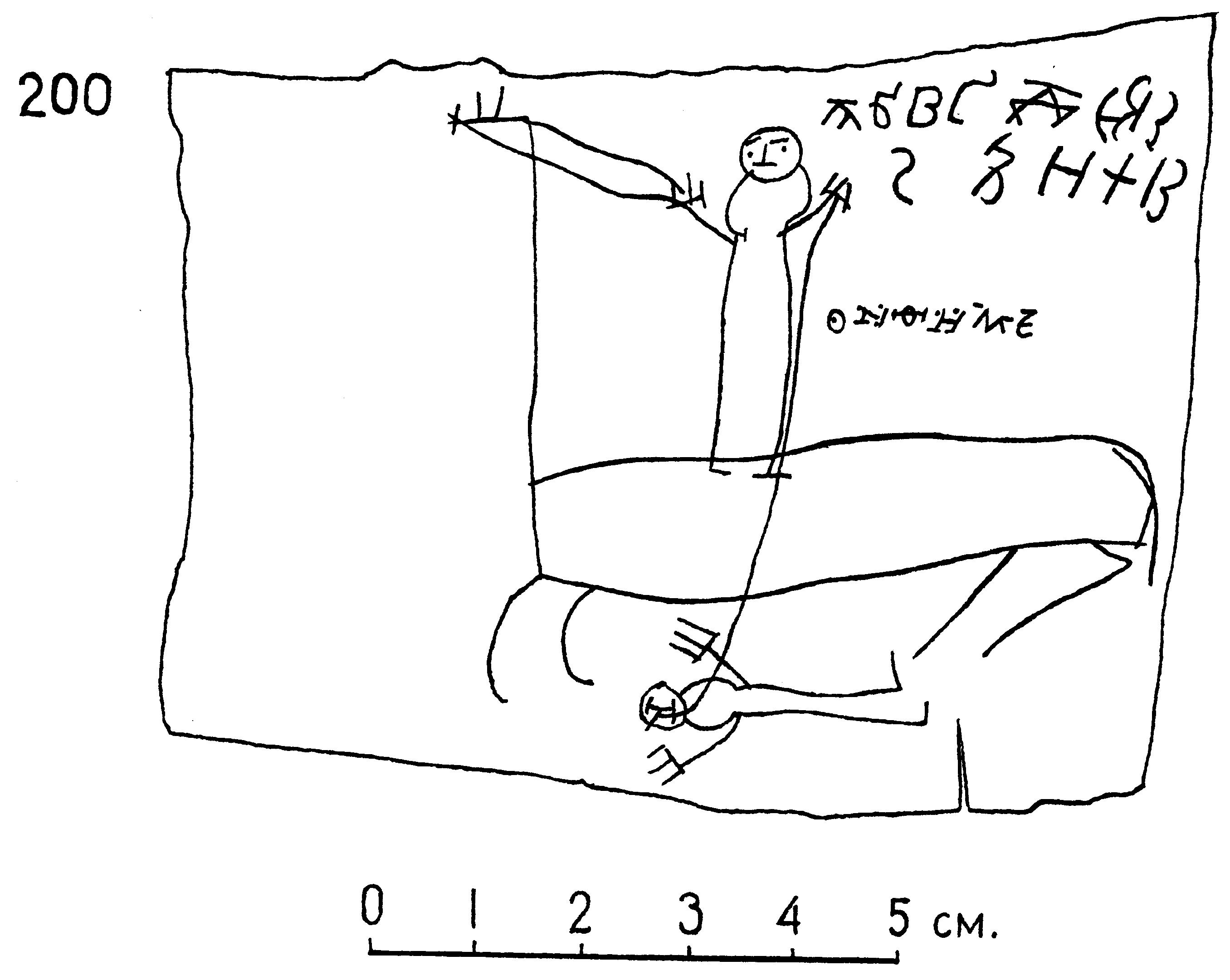
Автопортрет Онфима в образі трипалого вершника, який переміг умовного ворога. Берестяна грамота № 200. Виписана також половина абетки від А до К.
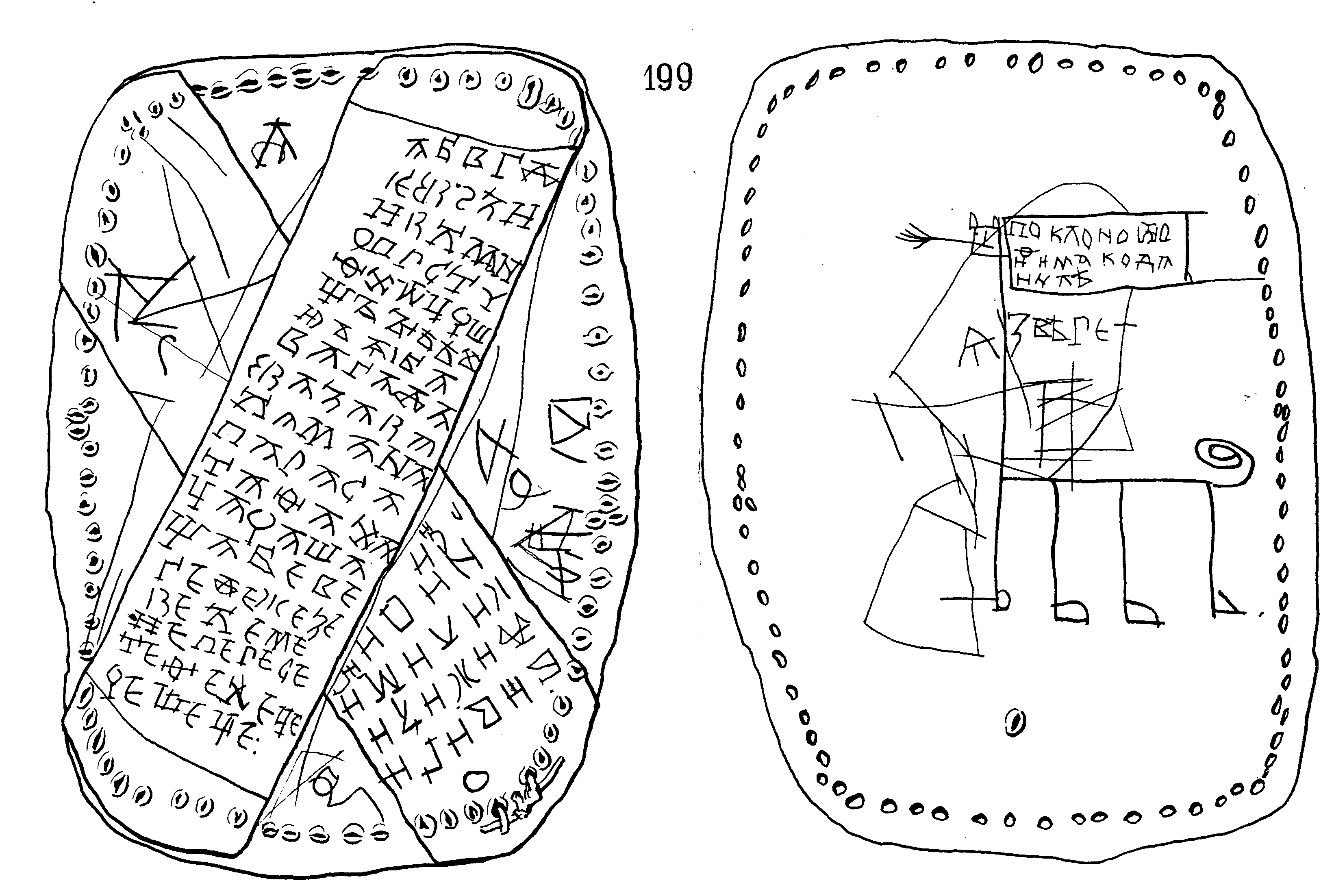
Берестяне донце з вправами Онфима, (берестяні грамоти № 199), активно пописане і розмальоване Онфимом. На двох перехресних смужках берести (ліворуч) — повна абетка і склади. На іншій стороні донця — формула «Уклін від Онфима до Данила», малюнок звіра і підпис «Я — звір»
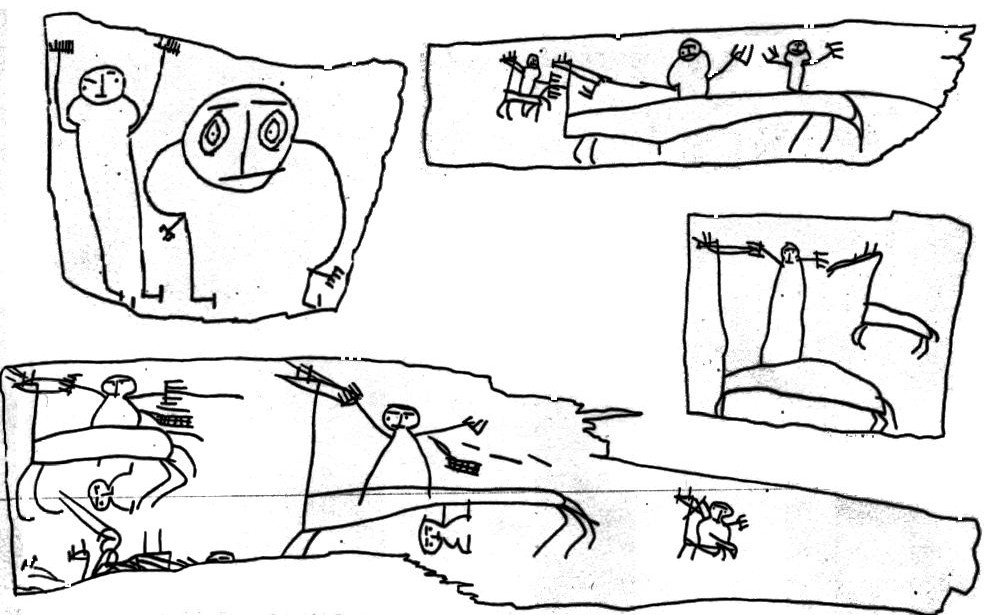
Малюнки Онфима на шматках розірваної берести.

## Наукове надбання і висновки
Берестяні грамоти з досить високим рівнем опанування грамоти не могли бути надбанням тільки Великого Новгорода, цей рівень мав бути і в новгородських вотчинах. І справді, їх знайшли в місті Стара Русса, в місті Торжок, в одинадцяти різних центрах (серед яких і Київ). За попередніми прогнозами, археологи мають знайти не менше 20 000 нових берестяних грамот. Продовжувачем справ Арциховського став Янін Валентин Лаврентійович (1929 р. н.), пізніше академік, що успадкував як посаду керівника Новгородської археологічної експедиції, так і роль головного тлумача текстів берестяних грамот, створених середньовічною мовою.
Завдяки Арциховському, в СРСР було започатковане академічне видання новгородських берестяних грамот, віднайдених в 1951–1976 рр. в семи томах. Вони стануть важливим джерелом для нових досліджень мовознавців, істориків, палеографів.
Поповненням джерелознавства стануть і наукові твори Арциховського, присвячені вивченню пам'яток декоративно-ужиткового мистецтва, знайдених на розкопках. Ці знахідки заповнили порожні місця в ремісничих низках і традиціях створення багатьох шедеврів слов'янської різьби, скульптури, створення музичних інструментів, обробки шкіри, металів тощо.
Артемій Володимирович Арциховський зарахований до активних організаторів археологічної науки. Саме він керував в період 1957–1978 рр. головним виданням російських археологів — журналом «рос. Советская археология». З 1956 року він також був головним редактором журналу «рос. Вестник Московского университета (серия: История)».
Помер в Москві. На честь науковця в СРСР оприлюднена поштова марка.

## Наукові праці (неповний перелік російською)

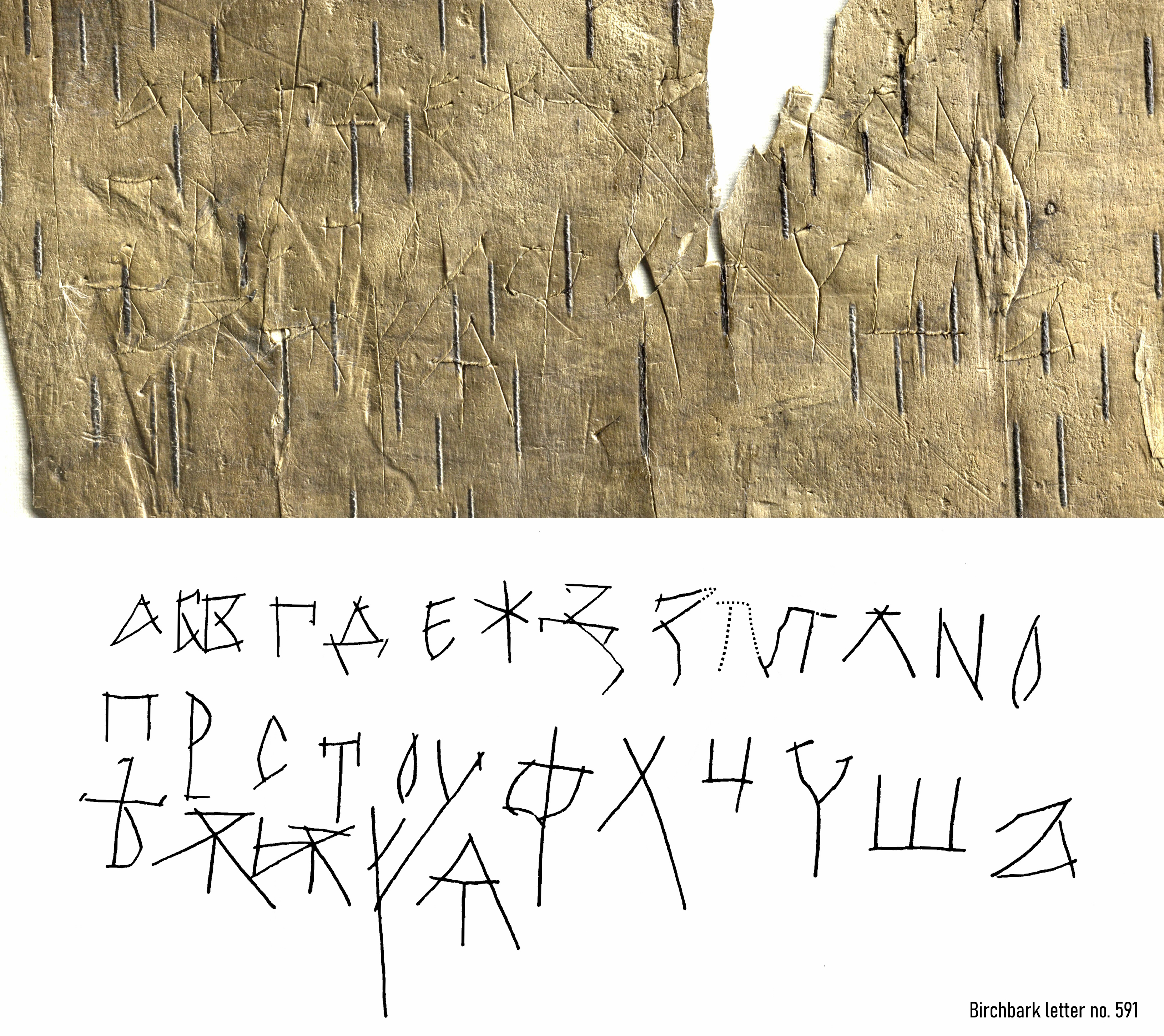
Фото берестяної грамоти № 591 та промальовка її абетки, датована 1025—1050 рр.

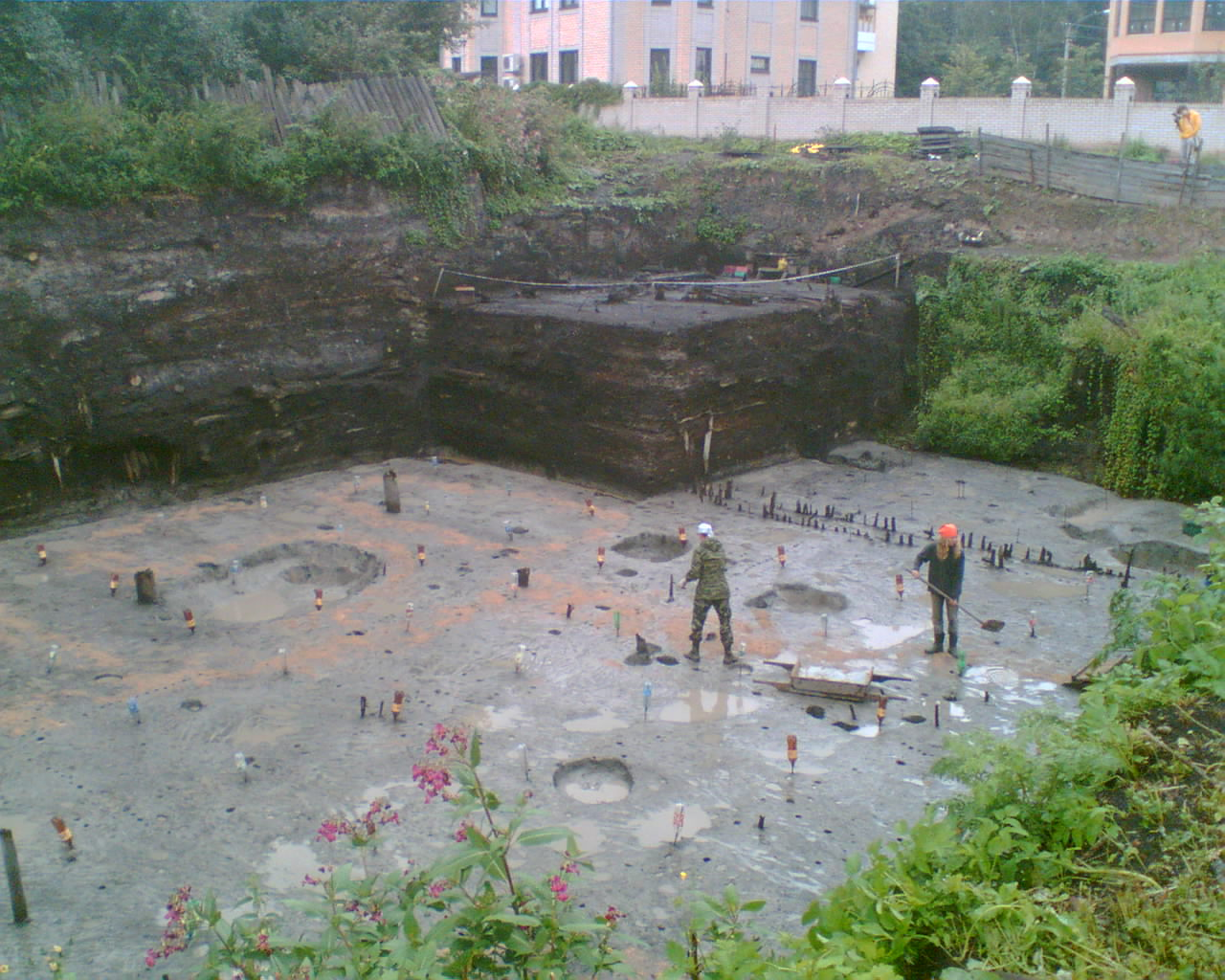
Так званий Троїцький розкоп.

- Курганы вятичей (кандидатская дисертация), М., 1930;
- Археологические данные о возникновении феодализма во Владимиро-Суздальской земле
- Митяевские литейные формы, Тр. секции археол. РАНИОН. Том V, 1930;
- Раскопки на Славне в Новгороде Великом (в соавторстве с Б. А. Рыбаковым) // СА, 1937. Т. III
- К истории Новгорода // ИЗ, 1938, № 2;
- Древнерусские миниатюры как исторический источник, М., 1944 (переиздана в 2004 году)
- Введение в археологию, 3 изд., М., 1947
- Основные вопросы археологии Москвы. [Архівовано 24 червня 2012 у Wayback Machine.]// Материалы и исследования по археологии СССР, № 7, М.-Л., 1947, с. 7-22.
- Новгородские ремесла. Новгород Великий по археологическим данным // ВАН СССР, 1948, № 3;
- Раскопки на Славне в Новгороде // МИА № 11. М., 1949;
- Раскопки в восточной части Дворища в Новгороде // МИА № 11. М., 1949;
- Новые открытия в Новгороде // ВИ, 1951, № 12;
- Новгородские грамоты на бересте (из раскопок 1951 года). М., 1953 (в соавторстве с М. Н. Тихомировым);
- Новгородские грамоты на бересте (из раскопок 1952 года). М., 1954;
- Археологическое изучение Новгорода [Архівовано 23 травня 2013 у Wayback Machine.] // Материалы и исследования по археологии СССР. Том 1. № 55. Труды Новгородской археологической экспедиции. М., 1956.
- Новгородские грамоты на бересте (из раскопок 1953—1954 годов). М., 1958 (в соавторстве с В. И. Борковским);
- Основы археологии, 2 изд., М., 1955
- Новые открытия в Новгороде, М., 1955. (фр.)(рос.)
- Новгородские грамоты на бересте (из раскопок 1955 г.). М., 1958 (в соавторстве с В. И. Борковским);
- О новгородской хронологии // С А, 1959, № 4;
- Новгородские грамоты на бересте (из раскопок 1956—1957 гг.). М., 1963 (в соавторстве с В. И. Борковским);
- Новгородские грамоты на бересте (из раскопок 1958—1961 гг.). М., 1963;
- Новгородские грамоты на бересте (из раскопок 1962—1976 гг.). М., 1978 (в соавторстве с В. Л. Яниным).

## Нагороди
- Два ордени «Знак Пошани» (у 1945 р. та 1951 р.)
- Медаль «В пам'ять 800-річчя Москви» (1948 р.)
- Лауреат Ломоносовської премії МДУ (1966 р.)
- Лауреат Державної премії СРСР (у 1970 й 1982 р.; у складі авторського колективу, за 6-томну наукову працю «рос. Очерки русской культуры XIII—XVII вв.», 1969—1979; посмертно)